# Fredrik André Bjørkan
Fredrik André Bjørkan (Bodø, 21 agosto 1998) è un calciatore norvegese, difensore del Bodø/Glimt.

## Biografia
È il figlio di Aasmund Bjørkan, ex calciatore norvegese e successivamente allenatore e dirigente sportivo.

## Carriera

### Club

#### Bodø/Glimt
Cresciuto nelle giovanili del Bodø/Glimt, Bjørkan è stato aggregato in prima squadra a partire dal campionato 2015, limitandosi ad alcune apparizioni in panchina. Il 13 aprile 2016 ha esordito con questa maglia, venendo schierato titolare nella vittoria per 0-6 arrivata sul campo del Fløya, sfida valida per il primo turno del Norgesmesterskapet. Il 17 aprile seguente, Bjørkan ha debuttato anche in Eliteserien, subentrando ad Emil Jonassen nella sconfitta casalinga per 1-2 subita contro il Molde. A fine stagione, il Bodø/Glimt è retrocesso in 1. divisjon.
Il 16 giugno 2017, il terzino ha rinnovato il contratto che lo legava al club per tre stagioni. Il 22 ottobre successivo, ha segnato la prima rete per il Bodø/Glimt, con cui ha contribuito al successo per 1-4 in casa del Jerv. La squadra ha centrato la promozione in Eliteserien al termine della stessa stagione.
Il 22 aprile 2019, Bjørkan ha realizzato il primo gol nella massima divisione norvegese, in occasione del pareggio per 1-1 arrivato contro il Sarpsborg 08. Il 31 dicembre seguente, invece, ha ulteriormente prolungato il contratto che lo legava al Bodø/Glimt, fino al 31 dicembre 2021.
Dopo aver consolidato il proprio ruolo da titolare in squadra, il terzino ha contribuito alla vittoria finale dei campionati 2020 e 2021, che sono stati anche i primi due titoli nazionali vinti dalla squadra.

#### Hertha Berlino
Il 1º dicembre 2021, è stato annunciato che Bjørkan aveva firmato un contratto sino al 2025 con l'Hertha Berlino: il trasferimento sarebbe diventato valido a tutti gli effetti a partire dal 1º gennaio 2022.

### Nazionale
Bjørkan ha rappresentato la Norvegia a livello Under-18 e Under-21. Ha esordito per la Norvegia Under- 21 in data 22 marzo 2019, schierato titolare nella sconfitta per 8-3 subita contro la Finlandia, in amichevole.
Il 6 giugno 2021, Bjørkan ha esordito con la nazionale maggiore nell'amichevole persa 2-1 contro la Grecia.

## Statistiche

### Presenze e reti nei club
Statistiche aggiornate al 28 novembre 2021.
| Stagione          | Squadra           | Campionato        | Campionato | Campionato | Coppe nazionali | Coppe nazionali | Coppe nazionali | Coppe continentali | Coppe continentali | Coppe continentali | Altre coppe | Altre coppe | Altre coppe | Totale | Totale | Totale |
| Stagione          | Squadra           | Comp              | Pres       | Reti       | Comp            | Pres            | Reti            | Comp               | Pres               | Reti               | Comp        | Pres        | Reti        | Pres   | Reti   |        |
| ----------------- | ----------------- | ----------------- | ---------- | ---------- | --------------- | --------------- | --------------- | ------------------ | ------------------ | ------------------ | ----------- | ----------- | ----------- | ------ | ------ | ------ |
| 2015              | Bodø/Glimt        | ES                | 0          | 0          | CN              | 0               | 0               | -                  | -                  | -                  | -           | -           | -           | 0      | 0      |        |
| 2016              | Bodø/Glimt        | ES                | 9          | 0          | CN              | 3               | 0               | -                  | -                  | -                  | -           | -           | -           | 12     | 0      |        |
| 2017              | Bodø/Glimt        | 1D                | 12         | 2          | CN              | 0               | 0               | -                  | -                  | -                  | -           | -           | -           | 12     | 2      |        |
| 2018              | Bodø/Glimt        | ES                | 13         | 0          | CN              | 1               | 0               | -                  | -                  | -                  | -           | -           | -           | 14     | 0      |        |
| 2019              | Bodø/Glimt        | ES                | 29         | 3          | CN              | 1               | 0               | -                  | -                  | -                  | -           | -           | -           | 30     | 3      |        |
| 2020              | Bodø/Glimt        | ES                | 30         | 1          | -               | -               | -               | UEL                | 3                  | 0                  | -           | -           | -           | 33     | 1      |        |
| 2021              | Bodø/Glimt        | ES                | 28         | 2          | CN              | 0               | 0               | UCL+UECL           | 1+7                | 0                  | -           | -           | -           | 36     | 2      |        |
| gen.-giu. 2022    | Hertha Berlino    | BL                | 10         | 0          | CG              | 0               | 0               |                    | -                  | -                  |             | -           | -           | 10     | 0      |        |
| 2022-gen. 2023    | Feyenoord         | E                 | 1          | 0          | CO              | 0               | 0               | UEL                | 0                  | 0                  |             | -           | -           | 1      | 0      |        |
| 2023              | Bodø/Glimt        | ES                | 25         | 1          | CN+CN           | 3+3             | 0+0             | UECL               | 14                 | 0                  | -           | -           | -           | 45     | 1      |        |
| 2024              | Bodø/Glimt        | ES                | 24         | 4          | CN              | 1               | 0               | UCL+UEL            | 6+10               | 0+1                | -           | -           | -           | 41     | 5      |        |
| Totale Bodø/Glimt | Totale Bodø/Glimt | Totale Bodø/Glimt | 170        | 13         |                 | 12              | 0               |                    | 39                 | 1                  |             | -           | -           | 223    | 14     |        |
| Totale carriera   | Totale carriera   | Totale carriera   | 181        | 13         |                 | 12              | 0               |                    | 39                 | 1                  |             | -           | -           | 234    | 14     |        |

### Cronologia presenze e reti in nazionale
| Cronologia completa delle presenze e delle reti in nazionale ― Norvegia | Cronologia completa delle presenze e delle reti in nazionale ― Norvegia | Cronologia completa delle presenze e delle reti in nazionale ― Norvegia | Cronologia completa delle presenze e delle reti in nazionale ― Norvegia | Cronologia completa delle presenze e delle reti in nazionale ― Norvegia | Cronologia completa delle presenze e delle reti in nazionale ― Norvegia | Cronologia completa delle presenze e delle reti in nazionale ― Norvegia | Cronologia completa delle presenze e delle reti in nazionale ― Norvegia |
| Data                                                                    | Città                                                                   | In casa                                                                 | Risultato                                                               | Ospiti                                                                  | Competizione                                                            | Reti                                                                    | Note                                                                    |
| ----------------------------------------------------------------------- | ----------------------------------------------------------------------- | ----------------------------------------------------------------------- | ----------------------------------------------------------------------- | ----------------------------------------------------------------------- | ----------------------------------------------------------------------- | ----------------------------------------------------------------------- | ----------------------------------------------------------------------- |
| 6-6-2021                                                                | Malaga                                                                  | Norvegia                                                                | 1 – 2                                                                   | Grecia                                                                  | Amichevole                                                              | -                                                                       | 89’                                                                     |
| 7-9-2021                                                                | Oslo                                                                    | Norvegia                                                                | 5 – 1                                                                   | Gibilterra                                                              | Qual. Mondiali 2022                                                     | -                                                                       | 45’                                                                     |
| 25-3-2022                                                               | Oslo                                                                    | Norvegia                                                                | 2 – 0                                                                   | Slovacchia                                                              | Amichevole                                                              | -                                                                       | 81’                                                                     |
| 29-3-2022                                                               | Oslo                                                                    | Norvegia                                                                | 9 – 0                                                                   | Armenia                                                                 | Amichevole                                                              | -                                                                       |                                                                         |
| 9-6-2022                                                                | Oslo                                                                    | Norvegia                                                                | 0 – 0                                                                   | Slovenia                                                                | UEFA Nations League 2022-2023 - 1º Turno                                | -                                                                       | 73’                                                                     |
| 12-6-2022                                                               | Oslo                                                                    | Norvegia                                                                | 3 – 2                                                                   | Svezia                                                                  | UEFA Nations League 2022-2023 - 1º Turno                                | -                                                                       |                                                                         |
| 27-9-2022                                                               | Oslo                                                                    | Norvegia                                                                | 0 – 2                                                                   | Serbia                                                                  | UEFA Nations League 2022-2023 - 1º Turno                                | -                                                                       | 74’                                                                     |
| 17-11-2021                                                              | Dublino                                                                 | Irlanda                                                                 | 1 – 2                                                                   | Norvegia                                                                | Amichevole                                                              | -                                                                       | 66’                                                                     |
| 25-3-2023                                                               | Malaga                                                                  | Spagna                                                                  | 3 – 0                                                                   | Norvegia                                                                | Qual. Euro 2024                                                         | -                                                                       | 74’                                                                     |
| 7-9-2023                                                                | Oslo                                                                    | Norvegia                                                                | 6 – 0                                                                   | Giordania                                                               | Amichevole                                                              | 1                                                                       |                                                                         |
| 12-9-2023                                                               | Oslo                                                                    | Norvegia                                                                | 2 – 1                                                                   | Georgia                                                                 | Qual. Euro 2024                                                         | -                                                                       |                                                                         |
| 19-11-2023                                                              | Glasgow                                                                 | Scozia                                                                  | 3 – 3                                                                   | Norvegia                                                                | Qual. Euro 2024                                                         | -                                                                       |                                                                         |
| 22-3-2024                                                               | Oslo                                                                    | Norvegia                                                                | 1 – 2                                                                   | Rep. Ceca                                                               | Amichevole                                                              | -                                                                       |                                                                         |
| 26-3-2024                                                               | Oslo                                                                    | Norvegia                                                                | 1 – 1                                                                   | Slovacchia                                                              | Amichevole                                                              | -                                                                       | 62’                                                                     |
| Totale                                                                  |                                                                         | Presenze                                                                | 14                                                                      |                                                                         | Reti                                                                    | 1                                                                       |                                                                         |

## Palmarès

### Club
- Campionato norvegese: 4

Bodø/Glimt: 2020, 2021, 2023, 2024

### Individuale
- Squadra della stagione della UEFA Europa League: 1

2024-2025